# Млетачка република
Млетачка република (итал. Repubblica di Venezia, касније Repubblica Veneta; венец. Serenìsima Repùblega de Venèsia, касније Repùblica Vèneta), била је средњовековна аристократска трговачка република, чији је главни град била Венеција. Постојала је 1100 година, од 697. до 1797. године. Усредсређена на лагуне просперитетног града Венеције, она је инкорпорирала у бројне прекоморске поседе у модерној Хрватској, Словенији, Црној Гори, Грчкој, Албанији и Кипру. Република је током средњег века прерасла у трговачку силу и учврстила ову позицију током ренесансе. Грађани су говорили венецијанским језиком.

## Историја
Млетачка република, као градска заједница која се касније развија у суверену државу, настаје постанком самог града Венеције, који је основан у 6. веку од стране романизованих житеља покрајине Венетије, на јадранским острвцима покрај области, у бегу од варвара.
До 10. века је признавала власт Византије, кад јој је формално призната независност, након чега се нагло развила и ојачала захваљујући развитку трговине. У тежњи за експанзијом према Истоку постала велики непријатељ Византије и била главни учесник у њеном рушењу 1204. и оснивању Латинског царства.
Од 11. до 13. века проширила је власт на један део Ломбардије, Далмацију, Албанију, Пелопонез, Крит, Кипар и Егејска острва; у 15. веку под њену власт пали су градови Падова, Виченца, Верона, Бреша, Бергамо и др. Експанзија на Јадран почиње 1000. године када је дужд Петар II Орсеоло отргао од хрватске државе већи део Далмације. Нарочиту корист извукла је после четвртог крсташког рата када је добила део Цариграда, Пелопонеза, јонска острва и неограничено право трговине; у периоду 1205—1358. њену врховну власт признао је и Дубровник; тада је била на врхунцу моћи и као највећа поморска средоземна сила с правом је називана „господарицом мора“.
Опадање њене моћи, као и моћи свих трговачких градова у Средоземљу почело је у 16. веку открићем Америке и поморског пута за Индију, јер су се поморски путеви и светска трговина померили са Средоземног мора на Атлантски океан; од 16. века губи источне поседе, које јој отимају Турци (Кипар 1571, Крит 1669. и др.). Независност је коначно изгубила Кампоформијским миром 1797, којим ју је Наполеон I Бонапарта уступио Аустрији, а у периоду 1805—1815. припојио је својим поседима у Италији; у периоду 1815—1866. поново припадала Аустрији, а 1866. ушла у састав Уједињене Италије.

## Систем владавине
Млетачком републиком владао је дужд, који је у ранијем периоду владао аутократски, али му је власт касније ограничавана са заклетвом ("promissione" ит. обећање) коју је морао да изговори пред доласком на власт. Том заклетвом део власти преносио је се "Великом већу" које је имало 480 чланова. Дужда је бирала аристократија, и он је владао до своје смрти.
Власт дужда се поново ограничава 1175. када се оснива "Мање веће", кога су сачињавали 6 дуждових саветника, а 1179 формира се "Quarantia", која постаје главни суд. Ове институције се уједињују 1223. у институцију названу "Signoria" (ит. господарство).
Године 1310. оснива се "Десеточлани сабор" који је радио у тајности. На почетку седамнаестог века остатак власти почео је да сматра овај сабор као претњу и радили су на смањењу њиховог утицаја.
Године 1454, оснива се "Врховни суд три државна инквизитора" чији је циљ био заштита безбедности државе и спречавање корупције у земљи. Овај систем био је популаран у ово време и у осталим италијанским земљама. Ово су успевали шпијунажом и надгледањем. Једног "црвеног" инквизитора (названог тако због боје свог одела) бирали су дуждови саветници, а друга два "црна" инквизитора бирао је Десеточлани сабор.
Венеција је пратила необичан систем владавине, којим је мешала монархију, аристократију, и "демократију" у облику Великог Већа. Овај систем хвалио је Николо Макијавели.

## Утицај

### Политика
Млетачка република, као богата аристократска земља, имала је велики утицај на ренесансу и целокупно размишљање људи касног средњег и раног новог века. Открићем новог света млетачка моћ постепено опада, али њен политички модел био је и даље популаран међу филозофима у доба револуција.

### Симболи
Главни млетачки симбол био је лав св.Марка, који је до дан данас урезан у многим местима бивше млетачке владавине.
- Лав Светог Марка
- Млетачки лав у Котору
- Млетачки лав на Крфу
- Млетачки лав на Криту
- Млетачки лав на тврђави у Ираклиону
- Лав Светог Марка на данашњој застави италијанске морнарице

### Иредентизам
Од 2010. па до данас појављује се покрет у италијанском региону Венето који тражи независност за све бивше територије Млетачке републике кроз демократске изборе. Неколико партија које подржавају ову идеју су се појавиле, али за сада ниједна нема представника у Регионалном савету Венета, мада их имају неколицину градских канцелара. Тренутно покрет има мале шансе успеха.